# لوکسور ۳
لوکسور ۳ (به انگلیسی: Luxor 3) یک بازی ویدئویی اکشن-پازلی که توسط شرکت مومبوجومبو منتشرشده است. این بازی ادامهٔ بازی‌های لوکسور و لوکسور ۲ می‌باشد.